# Anastasija Škurdaj
Anastasija Jaŭhenaŭna Škurdaj (in bielorusso Анастасія Яўгенаўна Шкурдай?; 3 gennaio 2003) è una nuotatrice bielorussa.

## Palmarès
- Mondiali

Doha 2024: bronzo nei 200m dorso.
- Mondiali in vasca corta

Budapest 2024: bronzo nei 200m dorso.
- Europei in vasca corta

Glasgow 2019: oro nei 100m farfalla.
Kazan 2021: argento nei 100m farfalla.
- Giochi olimpici giovanili

Buenos Aires 2018: argento nei 50m farfalla e bronzo nei 100m farfalla.
- Europei giovanili

Netanya 2017: oro nei 50m farfalla.
Kazan' 2019: oro nei 50m farfalla e nei 100m farfalla e bronzo nei 200m dorso.

## International Swimming League
| Stagione 2020   | stagione 2021   |
| --------------- | --------------- |
| Energy Standard | Energy Standard |